# Nikolai Michailowitsch Knipowitsch

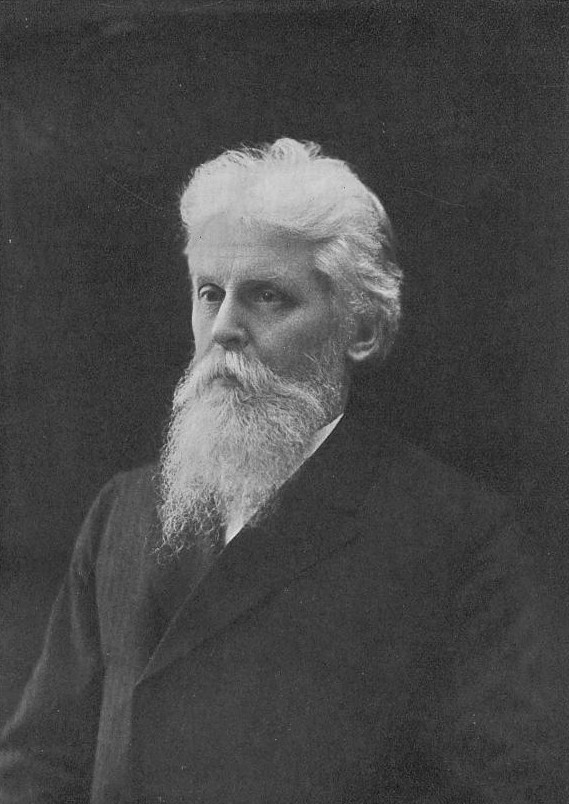
Nikolai Michailowitsch Knipowitsch

Nikolai Michailowitsch Knipowitsch (russisch Николай Михайлович Книпович; * 13. Märzjul. / 25. März 1862greg. in Sveaborg; † 23. Februar 1939 in Leningrad) war ein russisch-sowjetischer Ichthyologe und Hydrologe.

## Leben

### Frühe Jahre
Knipowitsch wurde 1862 als eines von fünf Kindern eines Militärarztes in Sveaborg (finnisch Suomenlinna), geboren. Er besuchte das Gymnasium in Helsingfors (Helsinki) und absolvierte bis 1885 ein Studium an der physikalisch-mathematischen Fakultät der Universität Sankt Petersburg. Er blieb zunächst bei Oskar Andrejewitsch Grimm (1845/1846–1920) an der Universität und unternahm seine erste Forschungsreise an die untere Wolga. 1887 wurde er als Mitglied der sozialdemokratischen Gruppe um Dimityr Blagoew verhaftet und für fünf Jahre unter Polizeiaufsicht gestellt. Knipowitsch musste die Universität verlassen und arbeitete nun an der Biologischen Station auf der Insel Solowezki im Weißen Meer. 1892 reichte er seine Magisterarbeit über Ascothoracida – als Endoparasiten in Stachelhäutern und Blumentieren lebende Krebse – ein. Er kehrte 1893 als Privatdozent an die Universität Sankt Petersburg zurück und wurde 1894 Kurator am Zoologischen Museum der Petersburger Akademie der Wissenschaften.

### Die Murman-Expedition 1898–1906
Im Gegensatz zu den nordwesteuropäischen Ländern betrieb Russland am Ende des 19. Jahrhunderts keine nennenswerte fischereiwissenschaftliche Forschung in den nördlichen Meeren. Die für Russland wichtigsten Fischereigewässer waren das Kaspische Meer und die Binnengewässer. Das änderte sich erst, als im Herbst 1894 25 aus der Barentssee vom Kabeljaufang zurückkehrende Schiffe im Weißen Meer bei einem Sturm verloren gingen. Ein „Komitee für die Unterstützung der Küstenbevölkerung des russischen Nordens“ half den betroffenen Familien mit teils staatlichen, teils privat gesammelten Geldern. Darüber hinaus stellte es finanzielle Mittel zur Vermeidung ähnlicher Katastrophen und zur Erforschung der Fischgründe in der Barentssee zur Verfügung. Ein mehrjähriges hydrologisches und fischereiwissenschaftliches Expeditionsprogramm wurde beschlossen, mit dessen Ausführung Knipowitsch betraut wurde, der als einer der Ersten in Russland ozeanographische und zoologische Beobachtungen verknüpft hatte.
In Vorbereitung auf seine Aufgabe unternahm Knipowitsch 1897 eine Reise durch Nordeuropa, um sich mit den neuesten Entwicklungen in der Meeres- und Fischereiforschung vertraut zu machen und moderne Ausrüstung für die Expedition zu erwerben. Er besuchte die meisten bekannten meeresbiologischen und Fischereiinstitutionen in Schweden, Norwegen, Dänemark, Schottland und Deutschland und traf deren Leiter, darunter Johannes Petersen (1860–1928),  Johan Hjort, Victor Hensen, Carl Apstein, Friedrich Heincke und John Murray. Auch nach dieser Reise korrespondierte Knipowitsch regelmäßig mit den meisten dieser Wissenschaftler.
Die Murman-Expedition (offizieller Titel: „Expedition für wissenschaftlich-praktische Untersuchungen an der Murmanküste“, russisch Мурманская научно-промысловая экспедиция) begann im Mai 1898. Dazu war in Norwegen ein kleineres Segelschiff – der Schoner Soblomsten – gekauft worden, der als Pomor ein Jahr lang gute Dienste leistete. Die Expedition beschränkte ihre Arbeiten in dieser Zeit auf die Küstengewässer der Halbinsel Kola, führte aber fast 500 Schleppnetzzüge durch und nahm an definierten Positionen hunderte Wasserproben in Tiefen von 0 bis 250 m. Ab Mai 1899 stand das eigens für die Expedition von der Bremer Vulkan-Werft gebaute Dampfschiff Andrei Perwoswanny zur Verfügung, mit dem die Arbeiten sukzessive auch auf küstenferne Bereiche der Barentssee ausgedehnt wurden. 1901 erstellte Knipowitsch eine erste hydrographische Karte der Barentssee. Er entdeckte, dass der Golfstrom sich in der Barentssee in mehrere parallele Strömungen verzweigt, die weit nach Osten vordringen und großen Einfluss auf die Verteilung der maritimen Fauna haben. Meinungsverschiedenheiten mit den Geldgebern, die zu schnelleren praktischen Ergebnisse für die Fischereiwirtschaft drängten, führten dazu, dass Knipowitsch die Leitung der Expedition im Herbst 1901 seinem bisherigen Assistenten Leonid Breitfuss überlassen musste, der die Forschung noch bis 1906 weiterführen konnte.

### Weiteres Leben

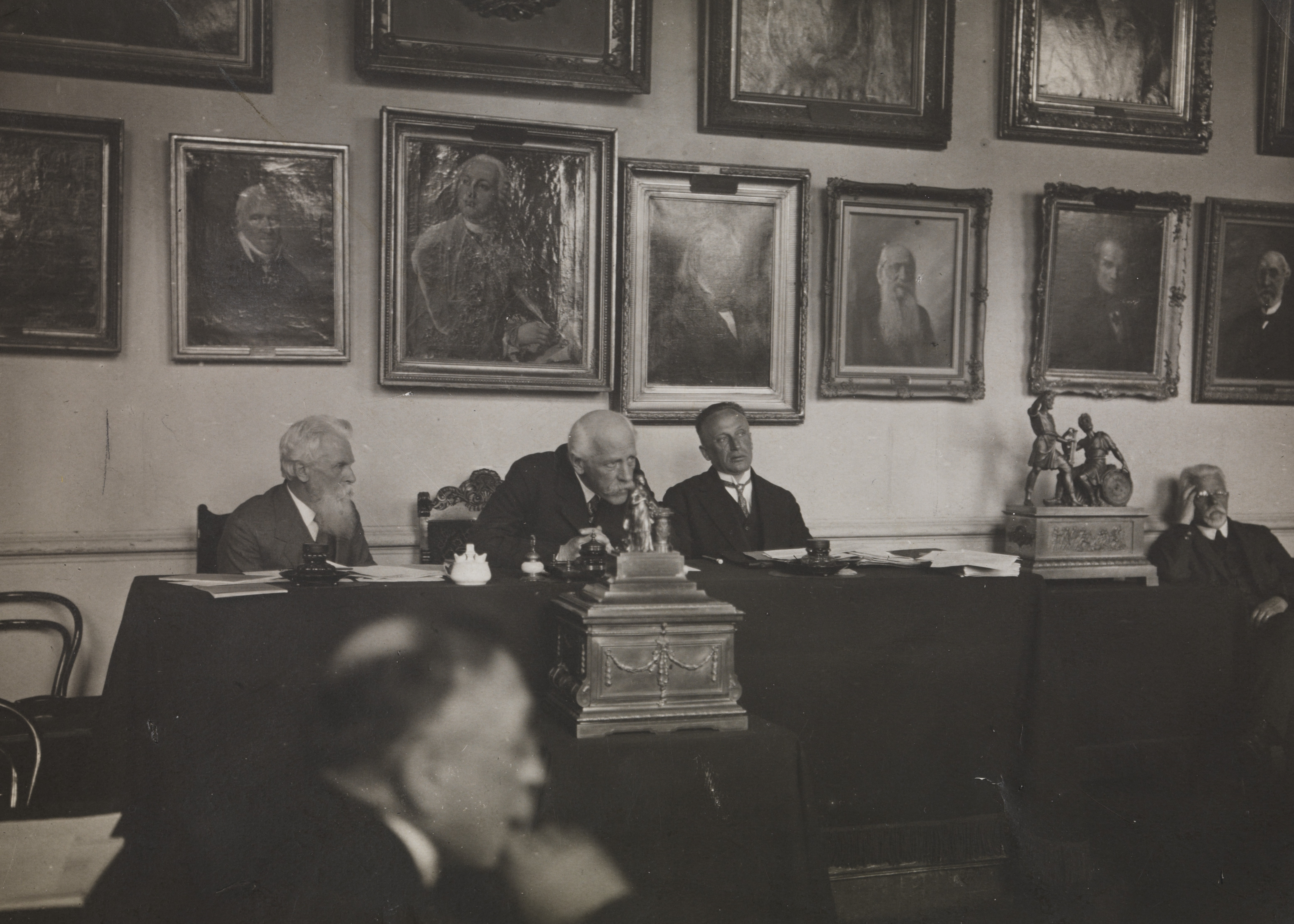
Nikolai Knipowitsch (links) mit Fridtjof Nansen und Walther Bruns auf der Jahresversammlung der Aeroarctic 1928 in Leningrad

Nach seiner Ablösung als Leiter der Murman-Expedition blieb die Auswertung und Publikation des gesammelten Materials in Knipowitschs Verantwortung. Er veröffentlichte zwei Bände des Expeditionsberichts und fasste 1905 die hydrographischen Ergebnisse für die ausländischen Kollegen in einer Artikelserie zusammen. 1906 erschien sein Werk Die Grundlagen der Hydrologie des europäischen Eismeeres in russischer Sprache. 1911 wurde Knipowitsch zum Professor für Zoologie und allgemeine Biologie am Petersburger Medizinischen Institut berufen. Er lehrte hier bis 1930.
Als russischer Delegierter beim 1902 gegründeten Internationalen Rat für Meeresforschung (ICES) pflegte er seine internationalen Kontakte. 1913/1914 war er Vizepräsident dieser Organisation. Auch nach dem Ersten Weltkrieg und der russischen Oktoberrevolution befürwortete er eine intensive internationale Forschungskooperation. Trotz aller Bemühungen konnte er aber einen Beitritt der Sowjetunion zum ICES nicht erreichen. Auf einer Reise nach Deutschland vereinbarte er 1926 jedoch mit der Deutschen Wissenschaftlichen Kommission für Meeresforschung gemeinsame deutsch-sowjetische Forschungsaktivitäten in der Barentssee, die 1927 unter Beteiligung von Gerhard Schott und Bruno Schulz mit dem Forschungsschiff Poseidon stattfanden. Knipowitsch war auch einer der sowjetischen Vertreter bei der Internationalen Studiengesellschaft zur Erforschung der Arktis mit Luftfahrzeugen (Aeroarctic).
Knipowitsch organisierte 1904 seine erste Expedition ans Kaspische Meer, der 1912/1913 und 1914/1915 zwei weitere folgten. Nach dem Vorbild der Murman-Expedition klärte er die hydrologischen Verhältnisse und die damit zusammenhängende Verbreitung der Meeresfauna im jährlichen Zyklus auf. Von 1905 bis 1911 erforschte Knipowitsch die natürlichen Ressourcen der Ostsee. In den 1920er Jahren führten ihn Forschungsexpeditionen ans Asowsche und Schwarze, 1931/1932 noch einmal ans Kaspische Meer. Er veröffentlichte 164 wissenschaftliche Artikel oder Bücher. Zum Konversationslexikon Brockhaus-Efron steuerte er etwa 200 Artikeleinträge bei.

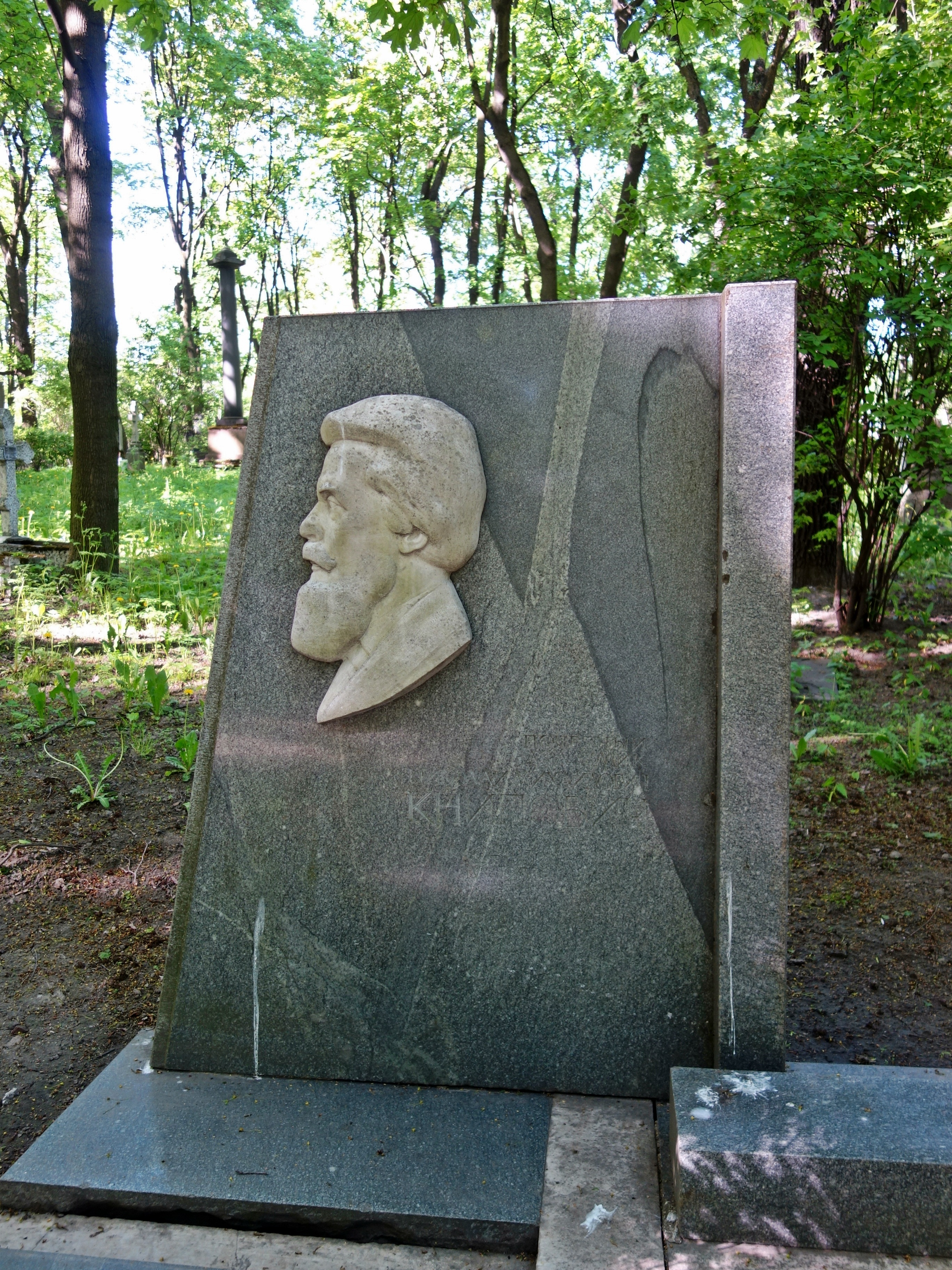
Grabstätte Nikolai Knipowitschs auf dem Wolkowo-Friedhof, Sankt Petersburg

Nikolai Knipowitsch starb 1939 in Leningrad und wurde auf dem Smolensker Friedhof bestattet, später aber in den Ehrenabschnitt „Literatorskije mostki“ des Wolkowo-Friedhofs umgebettet.

## Ehrungen
Knipowitsch war seit 1927 korrespondierendes Mitglied der Akademie der Wissenschaften der UdSSR und wurde 1935 zu deren Ehrenmitglied ernannt. Er war seit 1902 Träger der Lütke-Medaille und erhielt 1924 die „höchste Auszeichnung“ der Geographischen Gesellschaft der UdSSR, die vormalige Konstantin-Medaille. Bereits zu Lebzeiten Knipowitschs bekam das 1921 gegründete Polarforschungsinstitut für Marine Fischerei und Ozeanographie (PINRO) den Beinamen Knipowitsch.
Zwei sowjetische Forschungsschiffe wurden nach Nikolai Knipowitsch benannt: Das eisgängige, 1928 in Norwegen gebaute Motorschiff Nikolai Knipowitsch umrundete 1932 als erstes Schiff den Archipel Franz-Josef-Land. Das Forschungsschiff Akademik Knipowitsch war an mehreren Expeditionen in die Antarktis beteiligt.
Nach Knipowitsch sind mehrere geographische Objekte in den Polargebieten benannt:
- der Knipowitschrücken in der Grönlandsee als Teil des Mittelatlantischen Rückens,
- der Berg Gora Knipowitscha auf der Taimyrhalbinsel in Sibirien,
- die Bucht Buchta Knipowitscha der Karasee an der Taimyrhalbinsel,
- der Fjord Saliw Knipowitscha an der Ostküste der Südinsel von Nowaja Semlja,
- der Knipowitsch-Nunatak im ostantarktischen Enderbyland und
- Kap Knipowitsch, das Nordkap der Victoria-Insel.

Die Städte Murmansk und Sankt Petersburg benannten Straßen nach Knipowitsch.
Eine Gattung aus der Familie der Grundeln trägt den Namen Knipowitschia.

## Werke (Auswahl)
- Ueber den Reliktensee „Mogilnoje“ auf der Insel Kildin an der Murman-Küste, 1895, Digitalisat
- Eine zoologische Excursion im nordwestlichen Theile des Weissen Meeres im Sommer, 1895
- Zur Kenntniss der geologischen Geschichte der Fauna des Weissen und des Murman-Meeres. Postpliocaene Mollusken und Brachiopoden, 1900
- Hydrologische Untersuchungen im Europäischen Eismeer, 1905 (Digitalisat, Teil 1, Teil 2, Teil 3, Teil 4)
- Osnowy gidrologii ewropeiskogo Ledowitogo okeana (deutsch: Die Grundlagen der Hydrologie des europäischen Eismeeres), 1906
- Bericht über die Lebensverhältnisse und den Fang der nordischen Seehunde, 1907 (mit Johan Hjort)
- Zur Ichthyologie des Eismeers, 1907
- Hydrobiologische Untersuchungen im Kaspischen Meer in den Jahren 1914–1915, 1922
- Zur Hydrologie und Hydrobiologie des Schwarzen und des Asowschen Meeres. Vorläufige Mitteilungen der Asowschen Expedition, 1926
- Guide for determination of the fishes of Barents Sea, White Sea and Kara Sea, 1926
- Gidrologija Morei i solonowatych wod w primenenii k promyslowomu delu (deutsch: Hydrologie der Meere und des Brackwassers und ihre Anwendung in der Fischereiwirtschaft), 1938